# Хвалшиці
Хвалшиці (пол. Chwałszyce) — село в Польщі, у гміні Некля Вжесінського повіту Великопольського воєводства.
Населення — 125 осіб (2011).
У 1975-1998 роках село належало до Познанського воєводства.

## Демографія
Демографічна структура станом на 31 березня 2011 року:
|          | Загалом | Допрацездатний вік | Працездатний вік | Постпрацездатний вік |
| -------- | ------- | ------------------ | ---------------- | -------------------- |
| Чоловіки | 58      | 14                 | 38               | 6                    |
| Жінки    | 67      | 13                 | 48               | 6                    |
| Разом    | 125     | 27                 | 86               | 12                   |